# Grad Šperenberk
Grad Šperenberk (nemško Sperrenberg, sestavljeno iz Sperre – zapora in Berg – gora, hrib) je nekdanji grad v Mestni občini Krško, katerega natančna lokacija ostaja znanstveno nepotrjena.

## Lokacija
Po eni domnevi, ki jo navaja Ivan Jakič, je grad verjetno stal na Likovem vrhu (316 m) v vasi Dolenji Leskovec, tik nad hišo številka 33 a, kar je 3 km severozahodno od gradu Rajhenburg. Če ta domneva drži, je imel grad prvenstveno vlogo »stražiti« severni pristop do Rajhenburga, saj je bil slednji iz južne in vzhodne strani zaradi strmine griča nezavzeten.
Po drugi domnevi, ki jo navaja spletna stran Grajske-stavbe.si, je stal v vasi Dobrova. Spletna stran navaja natančne koordinate lokacije, ki grad postavljajo na 512 m visok skalnat grič tik nad hišo številka 13. V tem primeru bi ime Šperenberk pomenilo zaporo doline Brestanica–Senovo–Bohor, s čimer bi grad po funkciji »sodeloval« z gradom Tvarog, ležečim nad isto dolino 5 km severovzhodno od Šperenberka.
- Koordinati za Likov vrh: 46°0′26.94″N 15°26′46.2″E
- Koordinati za grič v Dobrovi: 46°2′40.56″N 15°26′36.58″E

## Zgodovina
Grad je pisno omenjen leta 1300 kot haus ze Sperrnberch. Pozidali so ga gospodje Brestaniški v 13. stoletju. Med letoma 1292 in 1297 je bil porušen. Leta 1342 se še vedno omenjajo ruševine gradu.

## Galerija
- Likov vrh iz razdalje
- Likov vrh
- Sadovnjak na najvišji točki Likovega vrha (2025)
- Grič tik nad hišo Dobrova 13 (pogled proti severovzhodu)
- Gozdna poseka na griču
- Ostanki grajskega jarka
- Obris zidov pod rušo
- Skromne ruševine
- Pogled na grič proti jugozahodu